# Universal Robots
Universal Robots è un'azienda danese che produce robot industriali collaborativi (cobot)
Il volume d'affari nel 2019 è stato di 248 milioni di dollari. La società conta più di 680 dipendenti (2019) e 1 100 partners in tutto il mondo.

## Storia
È stata fondata nel 2005 dagli ingegneri Esben Østergaard, Kasper Støy, e Kristian Kassow. Durante una ricerca congiunta presso la Syddansk Universitet di Odense, i tre giunsero alla conclusione che il mercato della robotica industriale era dominato da robot pesanti, costosi e ingombranti. Per tale ragione hanno quindi iniziato a lavorare su soluzioni capaci di rendere i robot accessibili anche alle piccole e medie aziende. Nel 2008 sono stati lanciati i primi cobot UR5 sul mercato danese e tedesco. Nel 2012 è stato il turno del secondo cobot, UR10, mentre ad Automatica 2014 a Monaco di Baviera la società una prima versione totalmente rivisitata dei propri cobot. Un anno dopo, nella primavera del 2015, è stato poi lanciato il cobot ultra compatto UR3. Ad Automatica 2018 ha presentato la nuova generazione di robot collaborativi, la e-Series, che ha stabilito i nuovi standard di mercato in fatto di cobots. A settembre 2019, l'azienda ha poi lanciato il cobot UR16e adatto ad attività con carichi elevati e i robot mobili autonomi (AMR).
È stata acquistata da Teradyne per 285 milioni di dollari nel 2015.

## Prodotti
I prodotti di Universal Robots consistono nei cobots UR3 e UR3e, UR5 e UR5e, UR10 e UR10e, ed infine, ad alta capacità di carico, l'UR16e.
Tutti i cobots prodotti sono costituiti da sei articolazioni con un peso rispettivamente di 11, 20 e 33 chili. I cobots UR3 e UR3e hanno un payload di 3 chili con uno sbraccio di 500 mm, i cobots UR5 e UR5e hanno un payload di 5 chili ed uno sbraccio di 850 mm, i cobots UR10 e UR10e hanno un payload di 10 chili e un raggio d'azione di 1 300 mm, ed infine il cobot UR16e ha una capacità di carico di 16 chili ed un raggio d'azione di 900 mm. La e-Series ha una ripetibilità di posa tra i ± 0.03 mm e 0.05 mm.
I robot collaborativi di Universal Robots (cobot) possono operare, previa analisi dei rischi, a fianco del personale addetto senza protezioni di sicurezza.
Le impostazioni di sicurezza dell'ultima generazione di cobot di Universal Robots possono poi essere modificate per i differenti usi specifici. Il braccio robotico può funzionare in due modalità operative per quanto concerne alla sicurezza; una modalità normale e una modalità a sicurezza ridotta. È anche possibile passare da un'impostazione di sicurezza all'altra durante il funzionamento del cobot. Tutte queste funzioni di sicurezza sono classificate di sicurezza PL d (EN ISO 13849: 2008) e certificate da TÜV NORD.
I cobot di UR sono utilizzati sia nelle piccole e medie imprese che nelle grandi società in settori diversi come quello automobilistico, elettronico, metalmeccanico, farmaceutico e manifatturiero.
Nel 2016, la società ha lanciato il suo ecosistema online Universal Robots + e all'inizio del 2017 ha lanciato una nuova piattaforma di apprendimento digitale online chiamata Universal Robots Academy. Attraverso questa piattaforma, gli utenti, imparano a programmare i robot collaborativi UR in nove diversi moduli di apprendimento.
Nel 2018 è stata lanciata una nuova generazione di cobot di Universal Robots denominata e-Series, che ha innalzato lo standard di mercato per i robot collaborativi. La e-Series è composta da quattro cobot: UR3e, UR5e, UR10e e infine UR16e lanciato nel 2019. Rispetto alla generazione precedente, la serie CB, hanno una maggiore precisione, forza (± 3,5, ± 4,0 e ± 5,5 N) e torsione (± 0,10, ± 0,30 e ± 0,60 Nm), poiché hanno un sensore forza / torsione integrato. Con la e-Series, hanno anche aggiunto altre funzioni di sicurezza, riprogettato il teach pendant, per essere più intuitivo, e semplificato il flusso di programmazione, attraverso procedure guidate.